# Carmonita
Carmonita település Spanyolországban, Badajoz tartományban. Carmonita Cáceres, Casas de Don Antonio, Alcuéscar, Montánchez, Mérida és Cordobilla de Lácara községekkel határos. Lakosainak száma 520 fő (2024).

## Népesség
A település népessége az utóbbi években az alábbiak szerint változott:
| Lakosok száma | 650  | 632  | 610  | 581  | 578  | 561  | 562  | 540  | 532  | 520  |
|               | 2001 | 2004 | 2006 | 2009 | 2011 | 2014 | 2016 | 2019 | 2021 | 2024 |